# パレモ
株式会社パレモ（英: Palemo Co., Ltd. ）は、愛知県名古屋市中村区に本社を置いている、パレモ・ホールディングス株式会社の傘下で、店舗小売事業（レディースアパレル・雑貨）及び店舗フランチャイズ事業を営む企業である。

## 概要

### パレモ・ホールディングス
パレモ・ホールディングスは、エンデバー・ユナイテッド・パートナーズ・ツー株式会社が業務執行組合員であるエンデバー・ユナイテッド・パートナーズ・スリー投資事業組合（東京都千代田区）の傘下で、事業子会社（パレモ）の経営管理等を行っていたが、2021年（令和3年）に保有する当社株式の全てを西松屋チェーンに譲渡し、同社が主要株主となった。

### 株式会社パレモ
大手GMS企業であるユニーの事業多角化推進に伴い、ヤングレディース衣料の専門店として誕生した。主に、スーパーやショッピングセンター内の専門店を中心に、全国に展開している。2016年2月時点において、パレモにおけるユニーのショッピングセンター内に入居するテナントとしての売上構成比は全体の約15%ほどであり、事業活動の独立性はユニーに事実上左右されること無く確保されていた。なお、同社の主力出店先はイオングループ内であり、売上構成比全体の約28%を占めている。
社名の由来は英語で仲間を表すPAL（パル）と感動を表すEMOTION（エモーション）を組み合わせた合成語である。企業理念は「～Doing it～」としている。
2012年（平成24年）2月21日、当時のグループ会社、鈴丹を吸収合併し、同社の店舗ブランドを引継いだ。
2016年（平成28年）9月、親会社であったユニーグループ・ホールディングス（同年9月1日付で吸収合併され、ユニー・ファミリーマートホールディングスを経て、現在はファミリーマート）が保有していた株式（62.22%）について、投資ファンドである「エンデバー・ユナイテッド・パートナーズ・ツー」傘下のエンデバー・ユナイテッド・パートナーズ・スリー投資事業組合が、株式公開買付けを行うことを発表した。買付けは成立し、同年10月24日付で親会社がエンデバー・ユナイテッド・パートナーズ・スリー投資事業組合に異動し、ユニー・ファミリーマートホールディングス傘下から離脱した。一定条件をクリアしたため、株式の上場は維持されている。
2017年（平成29年）8月、同社は会社分割の手法によって持株会社制に移行し、同年3月に設立された準備会社に小売事業を移管することで、新たな体制となった。

## 沿革
- 1981年（昭和56年）
  - 2月 - ユニー株式会社運営本部内でSS（スペシャリティショップ）ギャルフィット部として事業を開始。
  - 6月 - ユニー大田川店（現在は閉店）内に1号店（ギャルフィット大田川店）をオープン。
- 1982年（昭和57年）1月 - ギャルフィット事業部発足。
- 1984年（昭和59年）11月22日 - 株式会社パレモ設立（名古屋市中村区）。
- 1985年（昭和60年）
  - 2月 - ユニー株式会社ギャルフィット事業部から50店舗を移管し営業開始。
  - 7月 - 路面店1号店（原宿店）オープン。
- 1987年（昭和62年）11月 - 東京営業本部開設。
- 1998年（平成10年）2月 - 株式会社シーベレットよりギフト・生活雑貨専門店を営業譲受。
- 2000年（平成12年）8月 - 稲沢市に本社移転。
- 2001年（平成13年）8月 - 大阪本部開設。
- 2003年（平成15年）8月 - ジャスダックに上場。
- 2004年（平成16年）9月 - 全国47都道府県すべてに出店。
- 2005年（平成17年）8月 - 株式会社東京インセンスよりバッグ・アクセサリー専門店を営業譲受。
- 2008年（平成20年）
  - 1月 - 中国に独資による現地法人「巴麓梦服飾貿易有限公司」（上海）を設立。
  - 6月 - 中国1号店上海久光百貨店内にオープン。
- 2009年（平成21年）6月 - 現地法人「巴麓梦服飾貿易有限公司」を企業売却。中国から撤退。
- 2010年（平成22年）2月 - 株式会社満喜屋と業務提携。
- 2011年（平成23年）6月 - 株式会社鈴丹の吸収合併を決議し、発表[1]。
- 2012年（平成24年）2月21日 - 鈴丹を吸収合併。
- 2016年（平成28年）10月24日 - エンデバー・ユナイテッド・パートナーズ・スリー投資事業組合の株式公開買付け成立に伴い、ユニーファミリーマートホールディングス傘下から離脱[広報 2][広報 3]。
- 2017年（平成29年）8月21日 - 持株会社制度に移行。従前の株式会社パレモは、小売事業を株式会社パレモ分割準備会社へ会社分割するとともに、従前の株式会社パレモがパレモ・ホールディングス株式会社に、株式会社パレモ分割準備会社が株式会社パレモにそれぞれ商号変更[広報 4]。
- 2019年（平成31年/令和元年）
  - 3月26日 - パレモ・ホールディングスが東京証券取引所第二部へ市場変更、名古屋証券取引所第二部へ新規上場。
  - 7月 - 名古屋市中村区に本社移転。
- 2021年（令和3年）8月 - 株式会社西松屋チェーンが主要株主となる。

## 店舗

### 店舗数
- 296店舗、その他FC8店舗（2022年（令和4年）12月28日現在）

### 店舗ブランド

#### アパレル事業
パレモ系
- GAL FIT（ギャルフィット）
- GFC（ギャルフィットクラブ）
- FANNAR（ファナー）
- DOSCH（ドスチ）
- Jinnee（ジニー）
- Re-j（リ ジェイ）
- Lime Stone（ライムストーン）
- BIS PAGE（ビスページ）
- RecHerie（リシェリエ）
- Lilou de chouchou（リルデシュシュ）
- Daisy Merry（デイジーメリー）
- Ludic Park（ルディックパーク）
- NOEMIE（ノエミー）

旧鈴丹系
- SUZUTAN（スズタン）
- gootsin（グットシン）
- Peak（ピーク）
- S.I2.C（エスアイツーシー）
- NOWHERE（ナウヒア）
- AZUL by moussy（アズールバイマウジー） - 株式会社バロックジャパンリミテッドのFC事業
- Forest Heart（フォレストハート）

Lサイズを扱う下記2系列の一部は他の旧鈴丹系列店舗に併設される。
- COVELY（カブリ）
- su*pu*re（スプル）

#### 雑貨事業
- Siebelet（シーベレット）
- illusie300（イルーシー サンマルマル）
- INCENSE（インセンス）
- 木糸土（モクシド）
- Hare no hi（ハレノヒ）

#### 過去存在した店舗ブランド
- Liony（リオニー）
- GUESS（ゲス）
- Dolce Rosa（ドルチェローザ） /　Vita Rosa（ヴィタローザ）
- GF-21
- ダンマリーノ
- バツクラブ
- LXY＆PPC（ラグジー&ピーピーシー、通販事業ブランド）
- CANDY RING（キャンディリング） - 旧鈴丹系
- Visalia（ビサリア） - パレモ系
- trecoure（トルクオーレ） - パレモ系
- PALEMO PLUS（パレモプラス） - パレモ系
- HAITI BEACH（ハイチビーチ） - パレモ系
- LSC（ライムストーンクラブ） - パレモ系
- FAZBEE（ファズビー） - 旧鈴丹系
- Siebelet fam（シーベレット ファム）
- Sies Garret（シーズギャレット）
- illusie（イルーシー）
- JUKE（ジューク） - パレモ系
- Li Meduo（リメディオ） - パレモ系
- 9 SQUARE（ナインスクエア） - パレモ系
- LUCCICA（ルシカ） - 旧鈴丹系
- Deux VISAGES （ドゥビサージュ） - 旧鈴丹系

## 地域事務所
- パレモ東京　（東京都中央区日本橋富沢町）
- パレモ大阪　（大阪府大阪市淀川区西中島）
- パレモ福岡　（福岡県福岡市博多区博多駅前）

## 関連会社
- ビックス（愛知県一宮市）

1986年（昭和61年）12月2日設立。旧鈴丹系。値札の印刷及び販売、店用備品の販売及び管理・保管・納品代行業務

## 配送センター
- パレモ一宮配送センター（愛知県一宮市萩原）　佐川グローバルロジスティクス委託

## 下請法違反
製造委託先の業者に支払う代金を不当に減額したり、業者に無償で発注データの入力作業をさせていたことが表面化。パレモ側の事情を聴いた上で、2012年9月20日、公正取引委員会により、下請法に基づく違反勧告がなされた。なお、同法が禁じる不当な役務要請での勧告は全国初の事例となった。

#### 広報資料・プレスリリースなど一次資料
1. ↑  親会社および筆頭株主異動のお知らせ（パレモ・ニュースリリース2016年10月18日閲覧）
2. ↑  エンデバー・ユナイテッド・パートナーズ・スリー投資事業組合による当社株券に対する公開買付けの結果並びに親会社及び主要株主である筆頭株主の異動に関するお知らせ
3. ↑  （訂正）エンデバー・ユナイテッド・パートナーズ・スリー投資事業組合による当社株券に対する公開買付けの結果並びに親会社及び主要株主である筆頭株主の異動に関するお知らせ
4. ↑  持株会社体制への移行に伴う準備会社の設立及び吸収分割契約締結並びに定款の一部変更（商号変更及び事業目的の一部変更等）に関するお知らせ